# Johann Richter (Politiker)

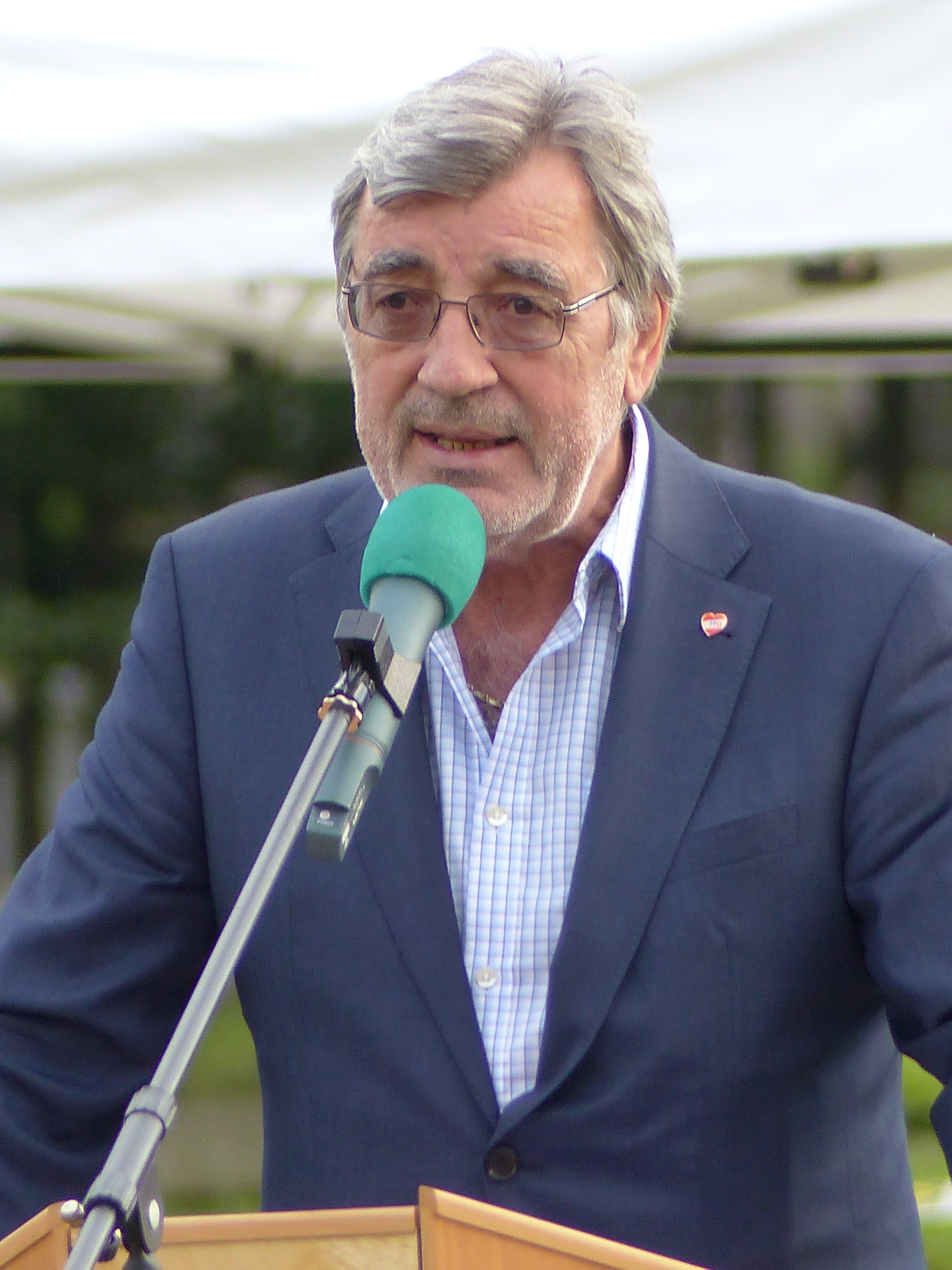
Johann Richter (2017)

Johann Richter (* 1951) ist ein österreichischer Politiker (FPÖ). Er war von Juli 2015 bis Februar 2020 Abgeordneter zum Burgenländischen Landtag.

## Leben
Johann Richter absolvierte ein Universitätsstudium, das er als Magister abschloss. Vor seiner Pensionierung unterrichtete er an der HTL Pinkafeld.
Richter war zehn Jahre lang Gemeinderat in Riedlingsdorf, bevor er nach Tobaj übersiedelte, wo er ebenfalls die FPÖ im Gemeinderat vertritt. Am 9. Juli 2015 wurde er in der XXI. Gesetzgebungsperiode als Abgeordneter zum Burgenländischen Landtag angelobt, wo er Obmann des Wirtschaftsausschusses ist und als Bereichssprecher für Bildung, Forschung und Wissenschaft, Kultur, Wirtschaft sowie Tourismus fungiert.
Am 14. Februar 2016 wurde er zum FPÖ-Bezirksparteiobmann im Bezirk Güssing gewählt. Im Dezember 2018 wurde er Ehrenobmann der FPÖ-Ortsgruppe Tobaj. Im März 2019 folgte ihm Josef Graf als Güssinger Bezirks-FPÖ-Obmann nach. Nach der Landtagswahl 2020 schied er aus dem Landtag aus.

## Auszeichnungen
- 2020: Großes Ehrenzeichen des Landes Burgenland in Gold[7]